# 石刚 (1958年)
石刚（1958年9月—），男，安徽桐城人，中华人民共和国政治人物。中国科学技术大学毕业，上海交通大学管理学院工学硕士。1986年开始，在国务院多个宏观经济管理部门，从事经济预测与分析工作。曾任国务院总理办公室主任。

## 生平
1982年，石刚从中国科学技术大学毕业，被分配到合肥市无线电三厂工作。1983年9月，考入上海交通大学管理学院；1985年底，获工学硕士学位，并进入国家信息中心经济预测部工作，成为技术官僚。
1997年，调入原国家计委国民经济综合司工作，从事宏观经济政策研究、经济形势分析和经济预测、组织编制国民经济和社会发展年度计划等；2006年6月起，担任国家发展和改革委员会综合司司长。在李克强担任国务院副总理期间，曾牵头负责制定“十二五规划”；而石刚，作为发改委负责编制经济计划的综合司司长，正是参与这项工作的核心人物之一，两人又系桐城老乡。2013年，李克强出任国务院总理后，石刚先是于当年6月被提拔为国务院研究室副主任，后又兼任李克强总理办公室主任。2018年1月，当选第十三届全国政协委员。2021年10月，不再担任国务院研究室副主任职务。